# Trio Melodia
Trio Melodia foi um trio musical formado pelo acaso, na cidade do Rio de Janeiro, na primeira metade da década de 1960, que permaneceu em atividade até 1973 e foram seus integrantes os cantores Fredson Cerqueira, Welton Santana e Noel (integrante do conjunto Cantores do Ébano). 

## História
O cantor Fredson já havia sido aconselhado por conhecidos a participar do Programa do Chacrinha como calouro pois tinha boa voz. Um dia, estando na sapataria do pai, viu entrar na loja seu amigo e chofer de caminhão Nilton,que estava acompanhando por Noel, também cantor e integrante do conjunto Cantores de Ébano. Os três começaram a conversar e logo estavam cantando, atraindo a atenção de todos os presentes na loja.
Encontraram-se ainda algumas vezes, decididos a seguir carreira como trio. Mas faltava um nome, que surgiu também por acaso. Estavam os três, mais uma vez, conversando na sapataria do pai de Fredson, quando Noel viu uma caixa de sapatos com a marca Melodia e deu um salto, acreditando ser esse um bom nome para o trio. Foi feita uma enquete com os fregueses da sapataria e todos aprovaram, menos uma quase adolescente que, mascando seu chiclete, sugeriu o nome de The Three Melodies, por conta da forte influência da música norteamericana no Brasil, com a explosão mundial do rock and roll. 
Em 1963, fizeram a primeira apresentação pública cantando num show em homenagem aos trabalhadores na Central do Brasil. Em seguida, fizeram um teste na gravadora Caravelle gravando 'Brincar de namorar' que, entretanto, não chegou a ser lançada. Em seguida, lançaram, pela própria Caravelle, um compacto simples com as músicas 'Você Vai', de Welton Sant'Ana e Ernesto Escudero, e 'Maldade', de Welton Sant'Ana. Logo depois, foram contratados pela gravadora Continental para produzir um compacto simples com as composições 'Emoção', de Apolonio Sandro, e 'Pode Acontecer Amanhã (Può Accadere Domani)', de Mansueto De Ponti e Nisa, versão de Romeo Nunes. 
Em 1965, foram convidados pela gravadora CBS, então em alta no Brasil com o fenômeno da Jovem Guarda, para gravar um LP com músicas de sucesso de diferentes países. Foi lançado então o LP 'Trio Melodia' com a interpretação das músicas 'Canção de Verão (A Summer Song)', de  Clive Metcalfe, Ken Noble e Chad Stuart, versão de Rossini Pinto; 'Banua', uma versão de Rossini Pinto e Carlos Aimoré; 'Vale do Rio Vermelho (Red River Valley)', tema tradicional norte americano que ganhou versão de Rossini Pinto e Luis Ribeiro, tornando-se, inclusive, um dos sucessos do trio; 'Marilu (Ellie You - You Left Me There In Chaleston', de Carl Sigman, Günter Loose e Lotar Olias, versão de Luis Ribeiro; 'Magia (Devil Woman)', de M. Robins, versão de Adriano Lara; 'Nas Montanhas (Wolverton Mountain)', de Merle Kilgore e Claude King, versão de Carlos Aimoré; 'Se o Seu Amor Fosse Pra Mim (For Lovin' Me)', de G. Lightfort, versão de Neusa de Souza, outro grande sucesso deles; 'Escuta a Voz do Vento (Blowin' In The Wind)', clássico de Bob Dylan, versão de Nazareno de Brito; 'Confissão de Amor', adaptação de Rossini Pinto e Carlos Becker; 'Sem Ninguém (Nobody Knows)', versão de Carlos Becker e Carlos Aimoré; 'É Bom Correr', adaptação de Rossini Pinto e Roberto Nunes; e 'Saudades (Emotions)', de Mel Tillis, Pam Tillis e Ramsey Kearney, versão de Celso Teixeira. 
No mesmo ano, foram incluídos por duas vezes consecutivas na prestigiada coletânea na época 'As 14 Mais', da CBS. No LP 'AS 14 MAIS - VOL. XVI', foi incluída a gravação de 'Se o Seu Amor Fosse Pra Mim (For Lovin' Me)', de G. Lightfort, em versão de Neusa de Souza, e, no LP 'AS 14 MAIS - VOL. XVII', foi incluído o registro de 'Vale do Rio Vermelho (Red River Valley)', tradicional tema norte americano, em versão de Rossini Pinto e Luis Ribeiro. Também em 1967, a balada 'Todo Amor Eu Lhe Darei', de autoria de dois integrantes do trio, Fredson e Welton Sant'Ana, fez parte do LP 'AS 14 MAIS - VOL. XIX' da coletânea.
O sucesso obtido com o primeiro LP incentivou a CBS ao lançamento de um segundo, e em 1966 foi gravado o LP 'Aproveita a Vida!', com as músicas 'E Toda a Tristeza Vai Se Acabar (What do You Want With Me)', de C. Stuart e J. Clyde, versão de Fredson; 'Tenho Que Lhe Deixar (A Must To Avoid)', de Philip 'Flip' Sloan e Steve Barri, versão de Leno, também responsável pelas versões de 'Triste Amanhecer (Early Morning Rain)', de Gordon Lightfoot; 'O Agente Secreto (Secret Agent Man)', de Philip 'Flip' Sloan e Steve Barri; 'Depois Que A Beijei (Then I Kissed Her)', de Jeff Barry, Ellie Greenwich e Phil Spector ; 'A Cobra Má (The Snake)', de (O. Brown Jr.; 'Beijos Sem Fim (Was It Really Real)' de Tom King e Chet Kelle; 'Canção do Retorno',tema tradicional adaptado por Leno e J. V. Rosa Júnior; 'Aproveite a Vida', também um tema tradicional, adaptado por Leno e  Noel; 'Todo Amor Eu Lhe Darei', de Fredson e Welton Sant'Ana; 'Porque Você Não Me Quer Bem', de Welton Sant'Ana; e 'Quero Ver Você Viver Sem Mim (Show Me Girl)', de Carole King e Gerry Goffin, versão de Rossini Pinto.
Duas dessas composições, 'Todo Amor Eu Lhe Darei', de Fredson e Welton Sant'Ana, e 'O Agente Secreto (Secret Agent Man)', de Philip 'Flip' Sloan e Steve Barri, em versão de Leno, tornaram-se grandes sucessos sendo ainda lançadas em compacto simples em 1967. 
Em 1969, com o movimento Jovem Guarda em declínio, foram para a gravadora Caravelle e lançaram um compacto simples com as músicas 'O Quanto Eu Te Quero (Lo Mucho Que Te Quiero)', de S. Ibarra, R. Ornelas e R. Herrera, versão de Rossini Pinto, e 'Sem Você Não Vivo', de Armando Baltar e Nilton Baltar. Após esse compacto, muito em função do declínio da Jovem Guarda e com a chegada de novos parâmetros para a música popular brasileira, o trio se desfez. Fredson seguiu carreira solo como cantor e compositor.

## Discografia
| Ano  | Gravadora | Album            | Formato  |
| ---- | --------- | ---------------- | -------- |
| 1965 | CBS       | Trio Melodia     | Compacto |
| 1965 | CBS       | Trio Melodia     | LP       |
| 1966 | CBS       | Trio Melodia     | Compacto |
| 1966 | CBS       | APROVEITE A VIDA | LP       |
| 1966 | CBS       | APROVEITE A VIDA | Compacto |
| 1967 | CBS       | Trio Melodia     | Compacto |